# Giuseppe Trotter
Giuseppe Trotter (Torino, 1º luglio 1918 – Canelli, 7 giugno 1975) è stato un allenatore di calcio e calciatore italiano, di ruolo centrocampista.

## Carriera
Di ruolo mediano, ha fatto tutta la trafila delle giovanili della Juventus fino ad approdare in prima squadra nel 1937-1938, senza tuttavia esordire in campionato. Nel 1938 passa alla Salernitana, squadra in cui giocherà fino al settembre 1943 quando scoppia la guerra. Con i campani disputa un campionato di Serie B con 25 presenze e una rete (1938-1939) e quattro di Serie C.
Tornato al nord, milita nel Cuneo nel campionato di Divisione Nazionale 1943-1944. Alla fine della guerra, lasciata la Juventus che ancora ne deteneva il cartellino, si trasferisce a Canelli dove giocherà nella squadra locale fino al 1950. In seguito sarà anche allenatore della prima squadra.

## Palmarès

### Giocatore

#### Competizioni nazionali
- Coppa Italia: 1

Juventus: 1937-1938
- Serie C: 1

Salernitana: 1942-1943